# Rubén Rada
Omár Rubén „El Negro“ Rada Silva (* 16. července 1943 Montevideo, Uruguay) je uruguayský zpěvák, perkusionista a hudební skladatel. Je významným představitelem uruguayské hudby, věnuje se žánrům candombe, murga, latin jazz či world fusion.
Hudbě se věnuje od dětství, v sedmnácti letech se pod pseudonymem Richie Silver stal frontmanem montevidejské skupiny Los Hot Blowers. Od roku 1965 působil v rockové skupině El Kinto, mezi lety 1971 a 1973 pak v krátce existující, ale významné kapele Totem, kombinující rock, candombe a jazz. Od 70. let hrál ve skupině Opa. Sólové kariéře se věnuje od konce 60. let 20. století, své debutové album, nazvané jednoduše Rada, vydal roku 1969. Jako herec se objevil také v několika argentinských filmech.